# Canthydrus edanus
Canthydrus edanus is een keversoort uit de familie diksprietwaterkevers (Noteridae). De wetenschappelijke naam van de soort werd in 1953 gepubliceerd door Félix Guignot.